# Amer Abdulrahman
Amer Abdulrahman Al-Hamadi est un footballeur international émirati né le 3 juillet 1989 à Abou Dabi.

## Palmarès

### En sélection nationale
- Troisième de la Coupe d'Asie 2015.